# ألفريد دروشل
ألفريد دروشل (4 فبراير 1917 - فقد في 1 يناير 1945) طيار مقاتل ألماني في القوات الجوية الألمانية (لوفتفافه) خلال الحرب العالمية الثانية. كُّرم دروشل بوسام الفارس الصليبي الحديد مع أوراق البلوط والسيوف. يمنح الوسام للاستدلال على الشجاعة والمهارات القيادية في الحرب.
حصل ألفريد دروشل رسميًا على سبعة انتصارات جوية في أكثر من 800 مهمة قتالية. طار بشكل أساسي في مهام الدعم الأرضي في قاذفات القنابل المقاتلة من طراز هينشيل أتش أس 123 و بي إف 109 إي و فوكه وولف فو 190.
1. 1 2 3 4  TracesOfWar، QID:Q98839586